# 池野隆光
池野 隆光（いけの たかみつ、1943年（昭和18年）9月20日 ‐ ）は、日本の実業家。ウエルシアホールディングス代表取締役会長兼社長。日本チェーンドラッグストア協会会長。広島県出身。

## 略歴
1966年3月、大阪経済大学経済学部卒業。同年4月、全薬工業に入社。
1971年6月、埼玉県坂戸市で池野ドラッグを開業（店名「トップ」、のち株式会社池野）。
2002年3月、株式会社池野が株式会社グリーンクロス・コア（後のウエルシア関東、現：ウエルシア薬局）に吸収合併され、グリーンクロス・コアに入社。同年11月、同社取締役副社長商品本部長に就任。2004年11月、同社取締役副社長営業本部長に就任。
2008年9月、ウエルシアホールディングス取締役グループ総務本部長に就任。同年12月、ウエルシア関東取締役に就任。
2009年1月、寺島薬局（現：ウエルシア介護サービス）代表取締役社長に就任。同年11月、ウエルシアホールディングス取締役に就任。
2010年9月、ウエルシア関東代表取締役社長に就任。同年11月、寺島薬局取締役に就任。2011年9月、ウエルシアホールディングス取締役副社長、寺島薬局代表取締役会長に就任。
2013年3月1日、ウエルシアホールディングス創業者である鈴木孝之の後継として、同社代表取締役会長に就任。
翌2014年3月13日に死去した鈴木が、入院中に岡田元也イオン代表取締役社長と面会し、死後ウエルシアをイオングループに託すとした。池野は鈴木の遺志を継ぎ、同年4月14日にウエルシアホールディングスをイオンの連結子会社とする方針を発表。この記者会見で池野は「イオンとの関係を深め有望市場で一気に頂点まで駆け上りたい」と述べ、岡田は「鈴木氏の夢であった日本一のドラッグストアをぜひとも達成したい」と語った。
2016年にはマツモトキヨシホールディングスを抜き、ドラッグストア業界トップの売上高を実現した。
2019年6月、日本チェーンドラッグストア協会会長に就任。
2024年4月18日、松本忠久社長が社外女性との不倫が発覚し辞任したことを受け、ウエルシアホールディングス社長を兼務。

## テレビ出演
- 日経スペシャル カンブリア宮殿 便利さを極め街のインフラに！ ドラッグストアの新王者・ウエルシア（2018年5月31日、テレビ東京）[13]

## 著書
- 差別化を以て戦わずして勝つ 誇り高き企業集団ウエルシアの挑戦（2020年10月29日、評言社）ISBN 9784828207155